# Haplonerita simplex
Haplonerita simplex là một loài bướm đêm thuộc phân họ Arctiinae, họ Erebidae.